# Дружина фермера
«Дружина фермера» (англ. The Farmer’s Wife) — англійська німа комедійна мелодрама режисера Альфреда Гічкока, знята у 1928 року за однойменною п'єсою британського письменника, поета і драматурга Ідена Філлпоттса.

## Сюжет
Фермер Семюель Світланд — літній вдівець вирішує знову одружитися, його вибір падає на трьох сусідок, які живуть неподалік від його садиби. Наш герой, побоюючись вчинити необачно у виборі майбутньої супутниці життя, бере як консультанта з питання — «хто на світі наймиліший» свою покоївку Арамінду, скромну дівчину, що живе і працює в його будинку. Юна Арамінта шалено закохана в свого господаря і йде на все, щоб очорнити потенційних наречених. Семюель Світланд сватається до однієї, потім до іншої і третьої, але скрізь зазнає невдачі. Розгніваний, він готовий взяти в дружини офіціантку, яка теж нехтує пропозицією. А, може, щастя зовсім поруч?

## У ролях
- Джеймісон Томас — фермер Світленд
- Лілліан Голл-Девіс — Арамінта Денч, економка
- Гордон Харкер — Чурдлз Еш, конюх
- Ґібб МакЛафлін — Генрі Коукер
- Мод Ґілл — Тірза Таппер
- Лу Поундс — вдова Віндітт
- Ольга Слейд — Мері Герн, начальниця поштового відділення
- Рут Мейтленд — Мерсі Бассетт
- Антоніа Бру — Сьюзен
- Гауард Воттс — Дік Коукер

## Цікаві факти
- Фільм знято 1927 року, проте цілий рік провалявся на полиці, і вийшов тільки в 1928 році.
- Плівка довгий час була доступна тільки в спотвореному варіанті, але була відновлена Національним архівом Британського інституту кіно спільно з кінокомпанією StudioCanal.

## Ланки
- Дружина фермера на сайті IMDb (англ.)
- Дружина фермера на сайті Rotten Tomatoes (англ.)